# Anka Georgiewa
Ani "„Anka”" Georgiewa z domu Eftimowa (bułg. Ани „Анка” Георгиева z domu Ефтимова; ur. 25 listopada 1959 w Warnie) – bułgarska wioślarka (sterniczka), brązowa medalistka olimpijska, a także mistrzyni świata.

## Kariera
Wystąpiła na igrzyskach olimpijskich w Moskwie w 1980, gdzie osada Bułgarii w składzie: Mariana Serbezowa, Rumeljana Bonczewa, Dołores Nakowa, Anka Bakowa i Anka Georgiewa zdobyła brązowy medal w czwórkach podwójnych ze sternikiem. W finale uplasowały się o 0,78 sekundy za osadą NRD i o 0,37 sekundy za osadą ZSRR. Był to jej jedyny start olimpijski. 
Ponadto w tej samej konkurencji wywalczyła złoto na mistrzostwach świata w Cambridge (1978).